# Heinrich Theodor Hudemann

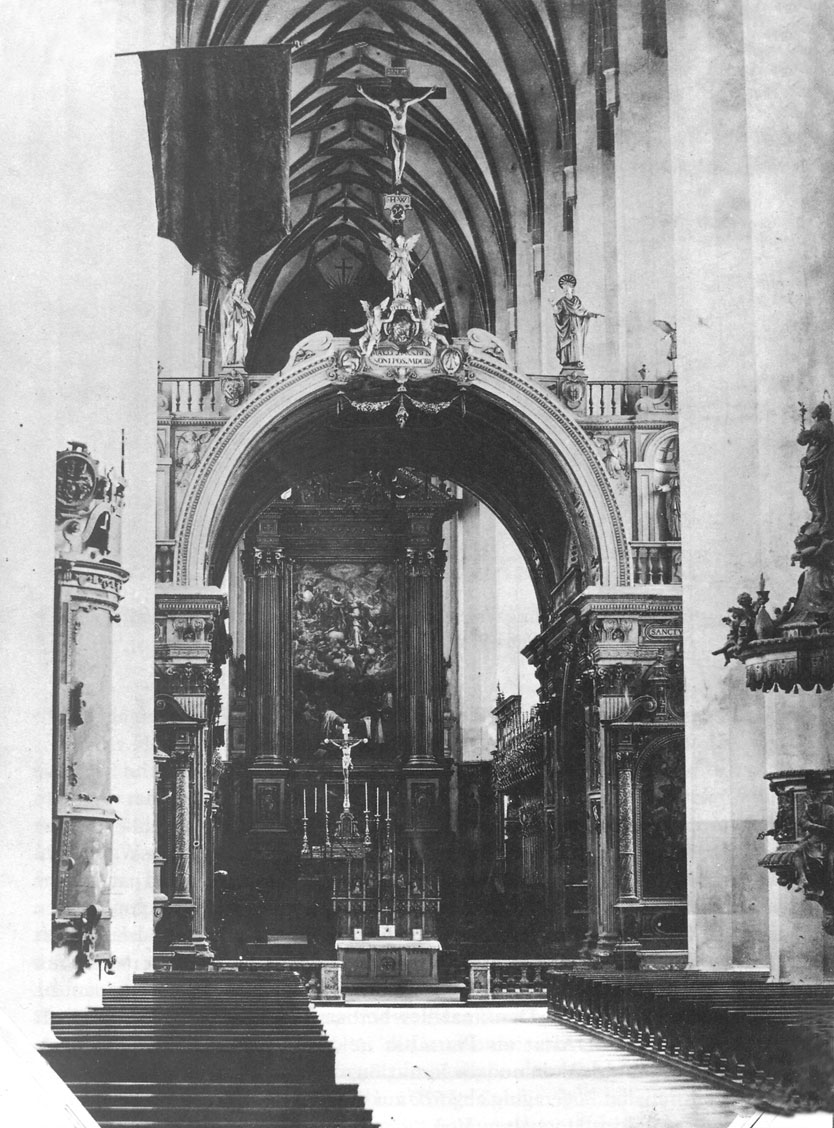
Inneres der Frauenkirche, Aufnahme von Heinrich Theodor Hudemann, 1858

Heinrich Theodor Hudemann (* 2. August 1817 in Rendsburg; † 12. September 1877 in München) war ein deutscher Fotograf.

## Leben
Heinrich Theodor war Sohn des Landwirts Joachim Detlef Hudemann und seiner Frau Margarethe Henriette, geb. Iversen. Mit 23 Jahren begann er 1840 ein Studium an der Akademie der Bildenden Künste in München, das er 1847 abschloss. Am 18. März 1848 heiratete er die Gastwirtstochter Therese Walburga Halbreiter (1824–1904).

## Wirken
Heinrich Theodor Hudemann war als Kunstmaler, Silhouetteur und Fotograf tätig. Er gründete ein eigenes Atelier in München und erstellte sowohl Porträtbilder als auch Architekturphotographien.